# Liou Po-ming
Liou Po-ming (* 17. září 1966, I-an, provincie Chej-lung-ťiang Čínská lidová republika) je čínský kosmonaut, 481. člověk ve vesmíru. Zúčastnil se letu lodi Šen-čou 7 v roce 2008. Při svém druhém letu v roce 2021 v lodi Šen-čou 12 pobýval na Vesmírné stanici Tchien-kung.

## Vzdělání a vojenská kariéra
Původně vystudoval s vynikajícími výsledky leteckou školu a létal u vojenského letectva. Prý si dokázal poradit i v zapeklitých situacích.

### Kosmonaut
Od ledna 1998 je členem oddílu kosmonautů Číny. Byl zařazen mezi skupinu připravující se na let Šen-čou 6, část výcviku (lety v beztíži) absolvoval v Rusku. Při startu Šen-čou 6 byl velitelem druhé záložní posádky (druhým členem posádky byl Ťing Chaj-pcheng).

### 1. let
Pro následující let Šen-čou 7 postoupil do hlavní posádky (velitel Čaj Č'-kang, piloti Liou Po-ming a Ťing Chaj-pcheng). Hlavním úkolem letu, který trval necelé tři dny od 25. září do 28. září 2008 byl první čínský výstup do vesmíru. V ruském skafandru Orlan pomáhal Čaj Č'-kangovi. Obtíže působilo víko které se dlouho kosmonauti pokoušeli otevřít, až se to podařilo. Čaj Č'-kang na 22 minut vystoupil na povrch lodi, Liou podal veliteli čínskou vlaječku, přičemž se vyklonil do poloviny těla z lodi.

### 2. let
Ke svému druhému letu odstartoval 17. června 2021 v lodi Šen-čou 12, která se po několika hodinách letu připojila k Vesmírné stanici Tchien-kung. První mise k nové stanici byla plánovaná na zhruba 3 měsíce a zahrnovala i 2 výstupy do volného prostoru. Zbylými členy posádky jsou Nie Chaj-šeng a Tchang Chung-po. Liou a Tchang uskutečnili 4. července 2021 téměř sedmihodinový výstup do volného prostoru, při němž uvedli do provozu robotické rameno o délce 10,2 metru, nainstalovali na něj pracovní plošinu a opěrky nohou a cvičili práci s ramenem. Kromě toho testovali kosmické obleky nové generace a zprovoznili panoramatickou kameru. Druhý výstup uskutečnil Liou 20. srpna 2021 spolu s Nie Chaj-šengem a kvůli instalaci dalších zařízení na povrch stanice, včetně záložního čerpadla klimatizačního systému. Výstup trval bez pěti minut 6 hodin a Liou tak během letu strávil ve volném prostoru celkem 12 hodin a 41 minut. Let skončil přistáním 17. září 2021 v 05:34 UTC.